# NGC 2774
NGC 2774 este o galaxie LINER situată în constelația Racul. A fost descoperită în 21 martie 1784 de către William Herschel. Se află la o distanță de 124,13 de megaparseci de Pământ.